# Александар Курузовић
Александар Курузовић (Београд, 1967) српски је сликар и графичар.

## Биографија
Рођен је 15. јула 1967. године у Београду где је завршио основну и средњу архитектонско техничку школу.
Студирао je на Академији ликовних уметности у Београду. Дипломирао 1996. године на одсеку сликарствa у класи професора Славољуба Чворовића.  Члан УЛУС-а од 1997. године.
Самостални уметник, живи и ствара у Београду.

## Ликовно стваралаштво
Сликар по основној вокацији, од самог почетка бави се и графиком и фигуративним цртежом. 
Излагао на бројним изложбама у Југославији, Србији и иностранству.

### Самосталне изложбе
- 1994. "Слике и Цртежи" - Галерија Н.У. Браћа Стаменковић, Београд
- 1996. "Слике и Графике" - Галерија "Стара Капетанија", Земун
- 2001. "14 слика" - Галерија "Савременици" - центар за културу Лазаревац
- 2003. "Цртежи" - Галерија "Божидарац" - НУ Божидар Аџија, Београд
- 2007. "Графике, ПАРАЛЕЛА" (АК и МФК) - Галерија СКЦ Нови Београд
- 2010. "Графике" - Галерија културног центра Божидар Аџија, Београд
- 2018. "Графике и мале Слике” - Галерија Београдске тврђаве- Стамбол капија, Београд [2]
- 2021. "Слике и графике” - Галерија СКЦ Нови Београд
- 2022. "Слике и графике” - Меморијална галерија "Душан Старчевић", Смедеревска Паланка

### Колективне изложбе
(Избор заједничких излагања)
| 1991. | - ”Летњи програм - Изложба цртежа” - Галерија Факултета Ликовних Уметности, Београд |
| 1993. | - ”Међународни биенале графике малог формата” - Галерија Народног музеја, Лесковац - ”Изложба мале графике” - Галерија графички колектив, Београд |
| 1994. | - ”Трећи бијенале уметности минијатуре” - Галерија завичајног Музеја, Горњи Милановац |
| 1995. | - ”II међународни графички бијенале, сува игла, Ужице '95.” - Градска галерија, Ужице - ”Јаловик '95.” - Изложба слика Јаловичке колоније - Народни музеј, Шабац - ”Свет екслибриса - The world of the exlibris Југословенски екслибрис” - Етнографски музеј, Београд - ”Свет екслибриса - The world of the exlibris - Аутори екслибриса” - Музеј Примењене уметности, Београд - ”The 18th international independante exhibition of prints in Kanagawa '95” - Kanagawa Kenmin Gallery, Japan - ”Друга изложба Нишког Графичког круга - Мале Графике” - Галерија Култ, Ниш - ”Изложба мале графике” - Галерија графички колектив, Београд                                                                               |
| 1996. | - ”IV Међународни бијенале уметности минијатуре” - Галерија музеја Рудничко-Таковског краја, Горњи Милановац - ”I Међународни бијенале - Raciborz '96” - Галерија Zyhdi, Raciborz, Пољска - ”Мале форме - Крушевац '96.” - Народни музеј, Крушевац - ”Изложба мале графике” - Галерија графички колектив, Београд |
| 1997. | - ”Нови чланови 1997.” - Галерија УЛУС, Београд - ”Пролећна изложба '97.” - Уметнички павиљон "Цвијета Зузорић", Београд - ”Colour in graphic art - Torun '97 - 2 International print triennale” - The State Art Gallery and Art Education Centre, Torun, Poland - ”Друго међународно тријенале графике” - Завод за заштиту споменика културе, музеј и галерија, Битола, Македонија - ”Међународни биенале графике малог формата” - Галерија "Сунце", Лесковац - ”The 19th International independante exhibition of prints in Kanagawa '97” - Kanagawa prefectural gallery, Japan - ”Земунски салон '97” - Уметничка галерија "Стара капетанија", Земун - ”Изложба мале графике” - Галерија графички колектив, Београд |
| 1998. | - ”Прва годишња изложба самосталних ликовних уметника чланова УЛУС-а” - бивши Музеј "25. мај", Београд - ”Cracoviana V” - Dom Kultury "Podgorze", Krakow, Poland - ”Први бијенале ликовних и примењених уметности” - Дом културе, Смедерево - ”II Међународни бијенале - Raciborz '98” - Galerija "Zyhdi", Raciborz, Poljska - ”M. C. Escher - International Ex libris Competition” - Baarn, Netherland - ”Пети међународни бијенале уметности минијатуре” - Културни центар, Горњи Милановац |
| 2000. | - ”III Међународни бијенале - Raciborz 2000” - Galerija "Zyhdi", Raciborz, Poljska |
| 2001. | - ”Осма изложба мале графике НГК (Нишког графичког круга)” - Ниш |
| 2002. | - "Шест аутора, слике и графике" - Галерија "Божидарац" - НУ Божидар Аџија, Београд |
| 2003. | - "Пролећна изложба" - Галерија “Стара Капетанија”, Земун - "7. Међународни Бијенале уметности минијатуре" - Горњи Милановац - "10. Изложба Нишког графичког круга" - Галерија савремене уметности, Ниш |
| 2004. | - "Еx-либрис: Спорт (бицикл)" - Галерија МултиАрт клуба - Политехничка академија, Београд - "VI Bienal International de Ex-libris, La Mariposa" (leptir) - Instituto de Cultura de Guadalupe, Mexico - "54. Мајска изложба 2004. - уметници Новог Београда" - Галерија културног центра (Политехничка академија), Нови Београд - "Изложба мале графике" - Галерија графички колектив, Београд |
| 2006. | - "Мајска изложба, излажу уметници Новог Београда" - Галерија СКЦ Нови Београд (Политехничка академија) - "Самостални заједно - Лични избор, уметничка одговорност (Изложба чланова синдиката самосталних ликовних уметника УЛУС-а)" - Галерија СКЦ Нови Београд (Политехничка академија) - "Звона Метохије, Аукциона изложба УЛУС-а" - Уметнички павиљон "Цвијета Зузорић", Београд - "15. Изложба малог формата" - Галерија културног центра, Шабац - "VI изложба портрета" - Галерија културног центра, Шабац - "Нишки цртеж" - Галерија савремене ликовне уметности, Ниш |
| 2007. | - "Мајска изложба (Годишња позивна изложба академских ликовних и примењених уметника Новог Београда)" - Галерија СКЦ Нови Београд (Политехничка академија) - "Први међународни конкурс за графику на тему -Свет је отворена књига-" - Галерија СКЦ Нови Београд (Политехничка академија) |
| 2008. | - "9. Међународни бијенале уметности минијатуре" - Модерна галерија културног центра, Горњи Милановац - "6. бијенале ликовних и примењених уметност" - Центар за културу, Смедерево - "Шеста аукцијска изложба - Звона Метохије" - Уметнички павиљон "Цвијета Зузорић", Београд - "Екслибрис РТС, пола века телевизије Београд 1958-2008." - Зграда РТС-а, Београд - "Други Еx-Yу конкурс за графику" - Галерија СКЦ Нови Београд (Политехничка академија) - "XV БЕОГРАДСКА МИНИ-АРТ СЦЕНА - МЕТАМОРФОЗЕ" - Галерија СИНГИДУНУМ, Београд - "15. Изложба Нишког графичког круга" - Галерија савремене уметности, Ниш |
| 2009. | - "ex libris" - Галерија 107, Земун - ”Продајна изложба чланова улус'а поводом 25. летње универзијаде” - Галерија УЛУС-а, Београд - ”Изложба радова једанаестог сазива ликовне колоније »Свештеномученик Рафаило«" - Галерија "Дом Св. Рафаило", Дероње - "XVI БЕОГРАДСКА МИНИ-АРТ СЦЕНА - AMO ANIMALIA" - Галерија СИНГИДУНУМ, Београд |
| 2010. | - "10. Међународни бијенале уметности минијатуре" - Модерна галерија културног центра, Горњи Милановац - "XVII БЕОГРАДСКА МИНИ-АРТ СЦЕНА - ЧУДЕСНИ АРТ ДУЋАН" - Галерија СИНГИДУНУМ, Београд - "XVI изложба нгк (The Exibition of Niš Graphic Circle)" - Галерија савремене ликовне уметности, Ниш |
| 2011. | - "mail art project - paul celan poetry" - Галерија Нишког културног центра, Ниш - "II Бијенале акварела малог формата" (гостујућа изложба) - Музеј Козаре, Приједор - "избор радова са ИИ бијенала акварела малог формата" - Музеј републике Српске, Бања Лука - "30x30" - Галерија културног центра, Зрењанин - "18. Београдска мини-арт сцена - МИНИЈАТУРА-МИКРО-НАТУРА" - Галерија СИНГИДУНУМ, Београд - "Новогодишња продајна изложба - децембарски салон" - Галерија УЛУС-а, Београд - "Алтернативна сцена" - Галерија УЛУС-а, Београд |
| 2012. | - "11. Међународни бијенале уметности минијатуре" - Модерна галерија културног центра, Горњи Милановац - "Првих пет година еx yу конкурса за графику" - Галерија Прогрес, Београд - ”Изложба сликара Србије” - Уметнички павиљон "Цвијета Зузорић", Београд - ”I Међународно бијенале мале графике 2012” - Галерија савремене ликовне уметности Ниш - ”1st Exlibris exibition - Веспа” - Галерија савремене ликовне уметности Ниш - ”Мала графика” - Галерија графички колектив, Београд |
| 2013. | - ”2. отворени октобарски салон ликовних уметника србије” - Београд - ”Мала графика” - Галерија графички колектив, Београд |
| 2014. | - ”V међународна изложба »Уметност у минијатури« МајданАрт 2014” - Мајданпек, Петровац на Млави, Београд - "Пети међународни бијенале EX LIBRIS 2014 - новац" - Историјски архив Панчева - ”II Међународно бијенале мале графике, НГК 2014” - Галерија савремене ликовне уметности Ниш - ”Мала графика” - Галерија графички колектив, Београд |
| 2015. | - ”16. INTERBIFEP, Интернационални бијенални фестивал портрета Тузла 2015” - Међународна галерија портрета, Тузла |
| 2016. | - “Ревијална изложба чланова УЛУС-а” - Галерија УЛУС, Београд - “Шести међународни бијенале ЕX ЛИБРИС 2016 - границе” - Историјски архив Панчева - ”Мала графика” - Галерија графички колектив, Београд |
| 2017. | - ”V бијенале акварела малог формата”, интернационална изложба - Галерија СКЦ, Нови Београд - ”Мајска изложба графике београдског круга” - Галерија графички колектив, Београд - "Мајска изложба" - Галерија СКЦ Нови Београд - "Скопско лето 2017" - Скопље, Македонија - ”Салон у октобру” - Уметнички павиљон "Цвијета Зузорић" Београд - ”Јесења изложба” - Уметнички павиљон "Цвијета Зузорић" Београд - ”Мала графика” - Галерија графички колектив, Београд |
| 2019. | - ”VI бијенале акварела малог формата”, Галерија СКЦ, Нови Београд - Галерија центра за културу "Свети Стефан, деспот српски", Деспотовац - ”Мала графика” - Чекајући нојеву барку - Графички колектив - Галерија у покрету, Београд |
| 2020. | - ”Изложба сликарске секције УЛУС-а »СЛИКА СРБИЈЕ«” - УП "Цвијета Зузорић", Београд - "Мајска изложба графике 2020, виртуелно издање" - Графички колектив - "4. МЕђУНАРОДНО ТРИЈЕНАЛЕ ГРАФИКЕ, виртуелна изложба" УЛУС - ”Изложба самосталних уметника »НЕЋУ МОЖЕ, ХОЋУ МОРА«” - УП "Цвијета Зузорић", Београд - ”Мала графика” - Графички колектив - Галерија у покрету (изложба гостује у Галерији Факултета ликовних уметности), Београд - "МАГНОВЕЊЕ", Прва јесења групна изложба ДивАрт - галерија Ателиер ДивАрт, Београд - "минијатура 5." - мала галерија УЛУПУДУС-а, Београд - "Децембарски салон" - Новогодишња продајна изложба чланова Удружења галерија УЛУС-а, Београд                                   |
| 2021. | - "Мајска изложба новобеоградских уметника" - галерија СКЦ Нови Београд - "VII Бијенале акварела малог формата" - галерија СКЦ Нови Београд - "Мајска изложба графике београдског круга 2021." - Графички колектив, Београд - "VII Бијенале акварела малог формата" - Музеј козаре, Приједор (гостујућа изложба) - "МИНИЈАТУРА 6" - Мала галерија УЛУПУДС-а, Београд - "Мала графика - Креативно уточиште" - Галерија Графички колектив, Београд |
| 2022. | * "XXII КРАЈИШКИ ЛИКОВНИ САЛОН" - Галерија 73, Београд - ”International Print Mail Art Project and Exibition – IPMAP 2022” (organised by Grafein Foundation) - MEETING UP - Амстердам, Холандија - ”Пето Међународно бијенале графике” - Дом културе, Чачак - ”Међународна изложба »Екслибрис Емир Кустурица«" - Музеј Херцеговине, Требиње - "18. Интернационални бијенални фестивал портрета Тузла 2022 (INTERBIFEP)" - Јавна установа „Центар за културу“ Тузла, Босна и Херцеговина - "МИНИЈАТУРА 7" - Мала галерија УЛУПУДС-а, Београд - "Изложба чланова УЛУС-а Сви излажу 2022." - Уметнички павиљон Цвијета Зузорић, Београд - "Мала графика - Матрица за будућност" - Галерија Графички колектив, Београд     |
| 2023. | - "Међународно Екслибрис бијенале »Емир Кустурица«" - Архив Војводине, Нови Сад - "XXIV Пролећни ликовни салон 2023" - Галерија Центра за културу "Масука", Велика Плана - "Формат графика 2023." У оквиру фестивала графике Fête de l`estampe 2023. - доњи простор Галерије УЛУС, Београд - "32. ИЗЛОЖБА МАЛОГ ФОРМАТА" - Галерија културног центра Шабац - "МАЛА ГРАФИКА - НОВИ САД 2023." - Галерија Шок Задруге, Нови Сад - "18. Међународни ликовни салон 30x30" - Изложбени салон КЦЗР, Зрењанин - "МИНИЈАТУРА 8" - Галерија Сингидунум, Београд - "Мала графика - Првих 75" - Галерија Графички колектив, Београд                                                                                               |
|       | |
|       | |

### Награде
- Као ученик средње школе, 1985. године награђен је Октобарском наградом града Београда за постигнуте резултате на пољу ликовног стваралаштва.
- 2022. Прва награда на Петом међународном бијеналу уметничког цртежа и графике, Смедереврка Паланка.
- 2022. Награда Екслибрис друштва Војводине, Нови Сад и Туристичке организације Требиње на Међународном екслибрис бијеналу - Емир Кустурица.

## Рад на штампаним издањима
Као дизајнер и илустратор радио на извођењу и техничкој опреми више књига, каталога и плаката.
- Сведок Глуме (роман- Тома Курузовић), Београд. 2003. ISBN - 86-83465-02-0 [5]
- Он мени - Ја њему (поема- Тома Курузовић), Београд. 2008. ISBN - 978-86-82273-14-1 [6]
- Двопев (збирка песама- Тома Курузовић, Драган Деспот Ђорђевић), Кучево. 2008. ISBN - 978-86-910187-2-6 [7]
- ПЕСМЕ (збирка песама- Преобраћање и Црна огледала, Мирјана Чиплић Курузовић), Београд. 2018. ISBN - 978-86-81316-00-9 [8]
- Кроз приче и разговоре (биографија- Мирјана Чиплић Курузовић), Београд. 2018. ISBN - 978-86-81316-01-6 [9]
- ЗЛАЋАНО РУХО ЖИВОТА (ретроспектива- Мирјана Чиплић Курузовић), Београд. 2019. ISBN - 978-86-81316-02-3 [10]
- Бранко по Томи (роман- Тома Курузовић), Београд. 2019. ISBN - 978-86-81316-03-0 [11]
- Изложба Радионице графике Дечјег културног центра Београд: [Ревијална изложба] јун 2023. ISBN - 978-86-84523-68-8 [12]

## Педагошки рад
Педагошким радом континуирано се бави од 1998. године. 
Радио као професор цртања и сликања за децу, средњошколце (припремна настава за уметничке школе и ахитектонски факултет) и одрасле у Ликовном атељеу "Ђуро Салај" АД.
У сарадњи са организацијом Пријатељи деце Београда а под покровитељством Секретаријата за спорт и омладину града Београда, као водитељ ”Радионице графике и екслибриса” заједно са Мирјаном Филиповић Курузовић у периоду од 2009.- 2018. године, реализовао је велики број (преко 15) радионица намењених основцима и средњошколцима током школских расуста.
Од 2019. године у ”Дечјем културном центру Београд” води радионице графике за време школских расуста а од 2022. године редовну ”Радионицу графике ДКЦБ” током целе школске године.

## ТВ
Стицајем околности, у својим раним годинама глумио у југословенској телевизијској серији „Ми смо смешна породица”.